# گیوم آپولینر
گیوم آپولینر (به فرانسوی: Guillaume Apollinaire) با نام مستعار گیوم آلبرت ولادیمیر الکساندر آپولینر دو کوستروویتسکی (به فرانسوی: Guillaume Albert Vladimir Alexandre Apollinaire de Kostrowitzky) (زاده ۲۶ اوت ۱۸۸۰ در رم – درگذشته ۹ نوامبر ۱۹۱۸ در پاریس) برجسته‌ترین شاعر نخستین دهه قرن بیستم میلادی در فرانسه به‌شمار می‌رود.
یکی از نامدارترین اشعار او پل میرابو است که بارها به زبان فارسی ترجمه شده‌است.
آپولینر همچنین نویسنده داستان‌های کوتاه و رمان‌های اروتیک بوده‌است.
یکی از انواع شعری او کالیگرام (واژه ابداعی خود وی) بود. او را از پیشروان فراواقع‌گرایی می‌دانند.

## زندگی
ویلهلم آلبرت ولادیمیر آپولیناریس دو وازکوستروویچکی در ۲۹ اوت ۱۸۸۰ در شهر رم به دنیا آمد. در سال‌های ۱۹۰۱ تا ۱۹۰۲ وی به آلمان سفر کرد و نزد یک خانواده آلمانی به عنوان معلم سرخانه مشغول به کار شد. در همین سال‌ها عاشق یک دختر انگلیسی شد. اما با جواب رد مواجه شد. غم و اندوه این عشق نافرجام را در اشعاری مانند «آواز فرد منفور» و «آنی» توصیف کرده‌است.
بین سال‌های ۱۹۰۲ تا ۱۹۰۷ اشعار و داستان‌های کوتاه خود در را مجلات مختلف فرانسوی به چاپ رسانید. در سال ۱۹۱۱ وی متهم به دزدی از موزه لوور شد به همین علت به مدت یک هفته زندانی شد.
سال ۱۹۱۳ دیوان شعر خود به نام «الکل» را به چاپ رساند. در کتاب الکل از زیبایی فصل‌ها، غم‌ها، احساسات و حالت‌های روحی خود سخن گفته‌است به همین علت او را می‌توان آخرین رمانتیک قرن نامید.
در سال ۱۹۱۴ با شروع جنگ جهانی به جبهه رفت اما سرودن شعر را ترک نکرد. جنگ برای او یک فرصت استثنایی شد تا بتواند «فرانسوی واقعی» را توصیف کند.
گیوم آپولینر در طول زندگی کوتاه خویش با چندین سبک هنری هم‌زمان شد. او مصادف با ضعف سمبولیسم پس از آن معاصر کوبیسم و طلایه دار سورئالیسم (فراواقع گرایی) شد. در واقع او اولین کسی است که واژه «سورئالیسم» را ابداع کرد و از مروجان این سبک بود.
آپولینر چه از نظر ظاهری و چه از نظر محتوا تحت تأثیر کوبیسم بود. با پیکاسو نقاش مشهور این سبک دوستی نزدیکی داشت. این دوستی باعث شد که او مبتکر نوعی کار ادبی – هنری به نام کوبیسم ادبی شد. نقاشی کوبیسم نوعی سبک است که در آن نقاش با اشکال هندسی تصویرسازی می‌کند و سایه‌ها را در کار خود محو می‌کند. آپولینر نیز چون اشعار خود را به اشکال مختلف مانند کروات، انگشتان، قلب، حروف الفبا و … می‌نگاشت و نقطه‌گذاری و علام تها را از آن‌ها حذف می‌کرد وی را خالق کوبیسم ادبی می‌نامند. با این کار وی متون را نسبت به وزن و ریتم انعطاف‌پذیر تر کرده‌است. مضامین و رموز اشعار آپولینر به راحتی از روی شکل ظاهری آن‌ها قابل کشف است. در واقع این‌گونه اشعار وی نوعی اندیشه نگاری به‌شمار می‌آید.
در ۹ نوامبر ۱۹۱۸ در حالی که به علت ضعف از زخم‌هایی که در جنگ برداشته بود و بر اثر همه‌گیری ۱۹۱۸ آنفلوآنزای اسپانیایی در پاریس از دنیا رفت.

## آثار
«الکل‌ها» مجموعه اشعار آپولینر بین سالهای ۱۸۹۸ تا ۱۹۱۳ است و «کالیگرام‌ها» که اشعار «جنگ و صلح» هستند مهم‌ترین آثار وی هستند.

نشان خاندان کوستروویتسکی

- الکل‌ها
- کالیگرام‌ها
- زن نشسته
- شاعر مقتول
- پستان‌های تیرزیاس
- نقاشان کوبیست
- مرتد و شرکا

## نگارخانه

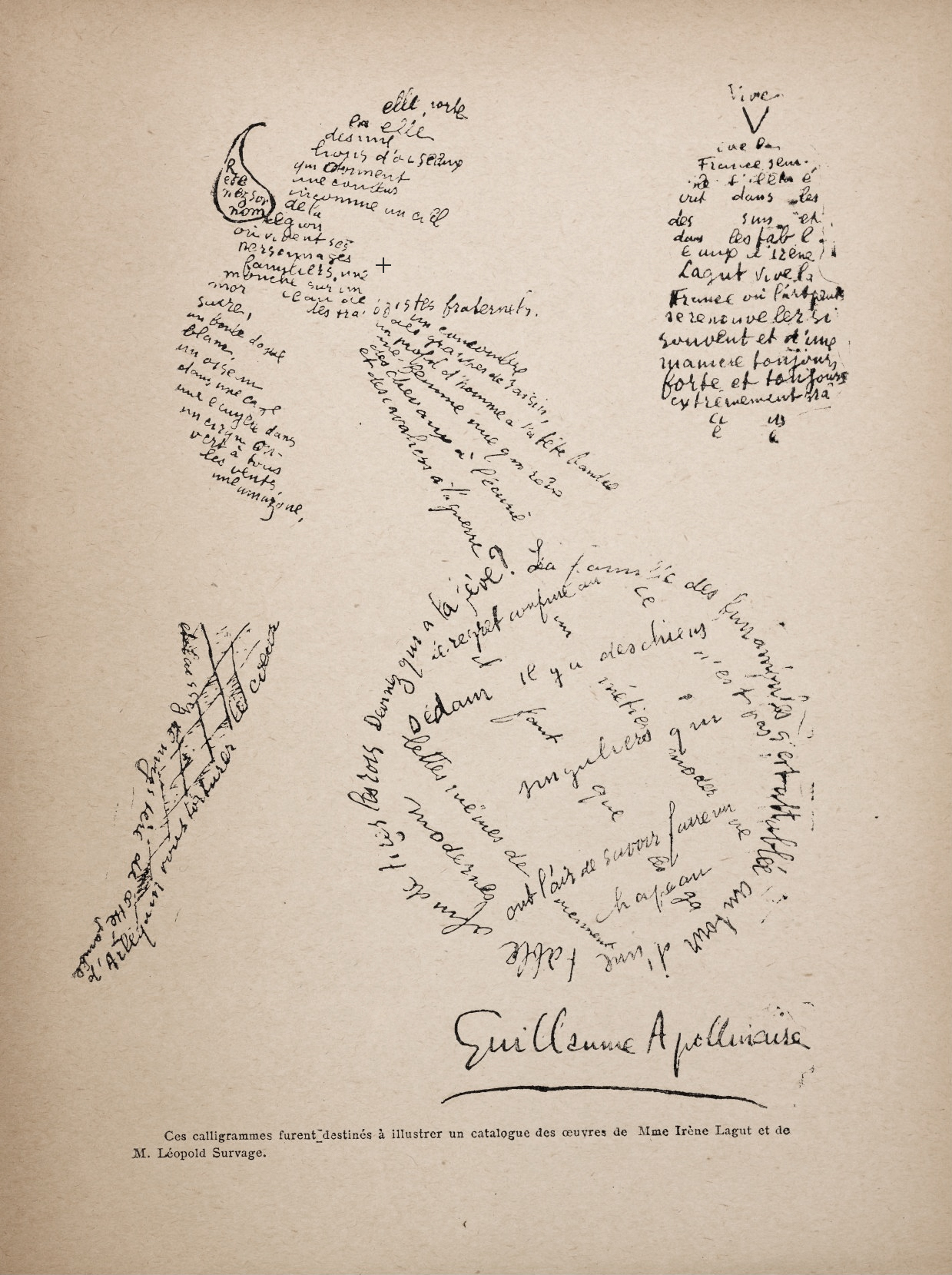
کالیگرام اثر  گیوم آپولینر
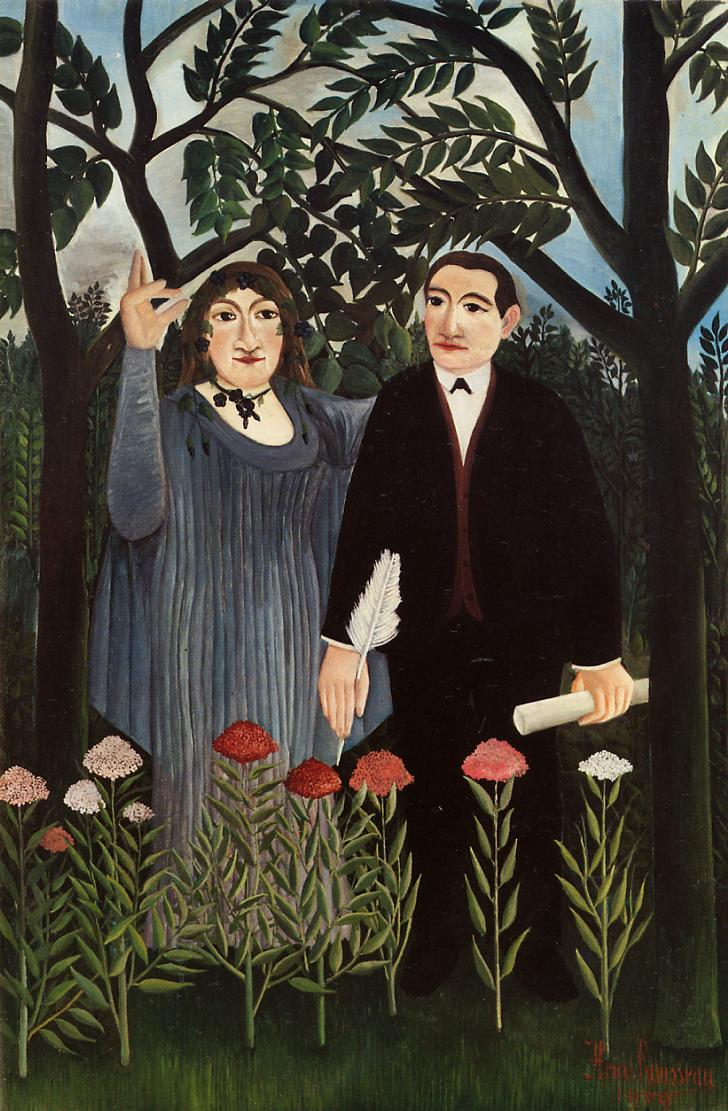
موز الهه الهام بخش شاعر، پرتره آپولینر و ماری لورانسن، اثر آنری روسو، ۱۹۰۹
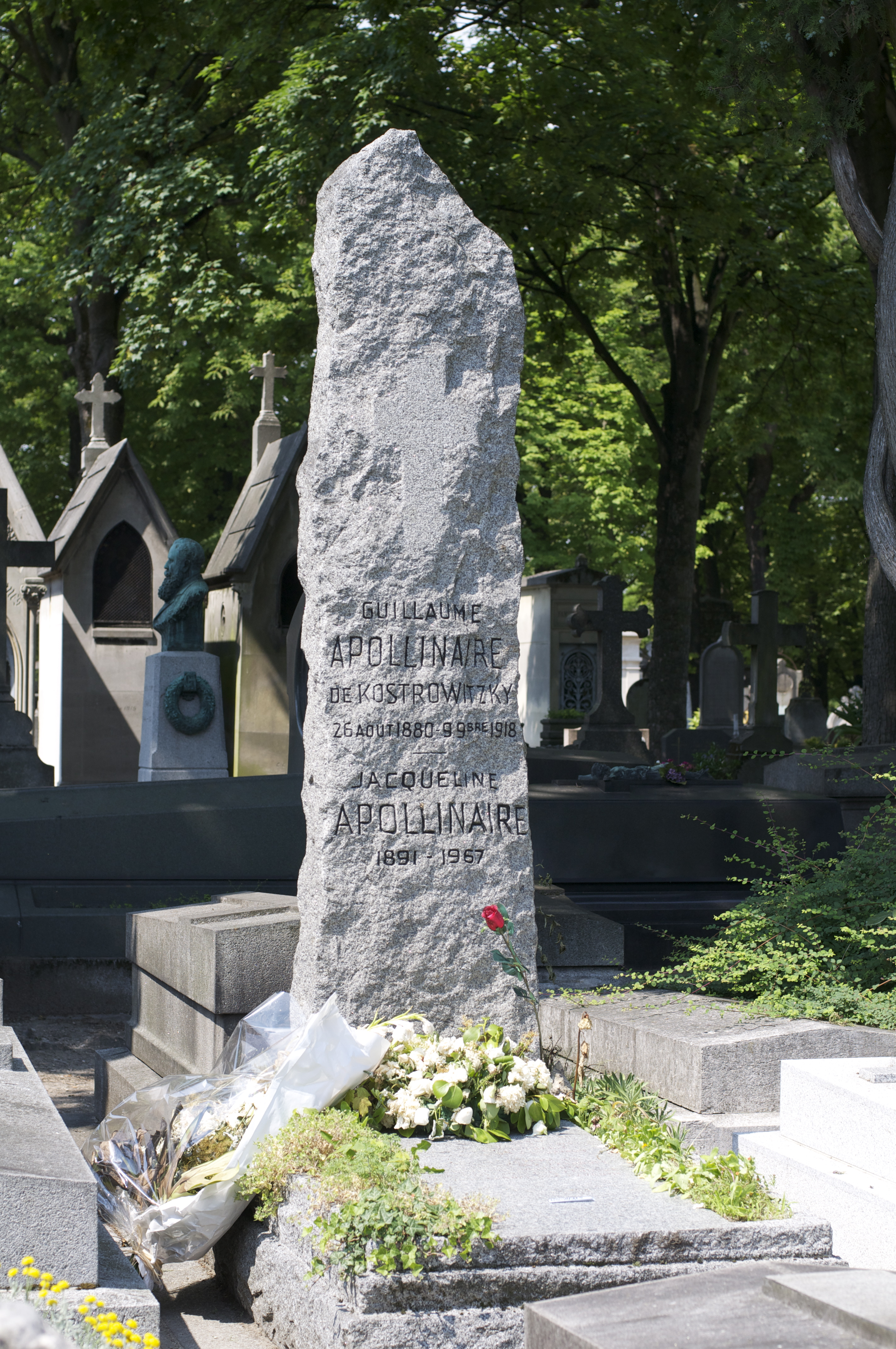
آرامگاه آپولینر در گورستان پرلاشز
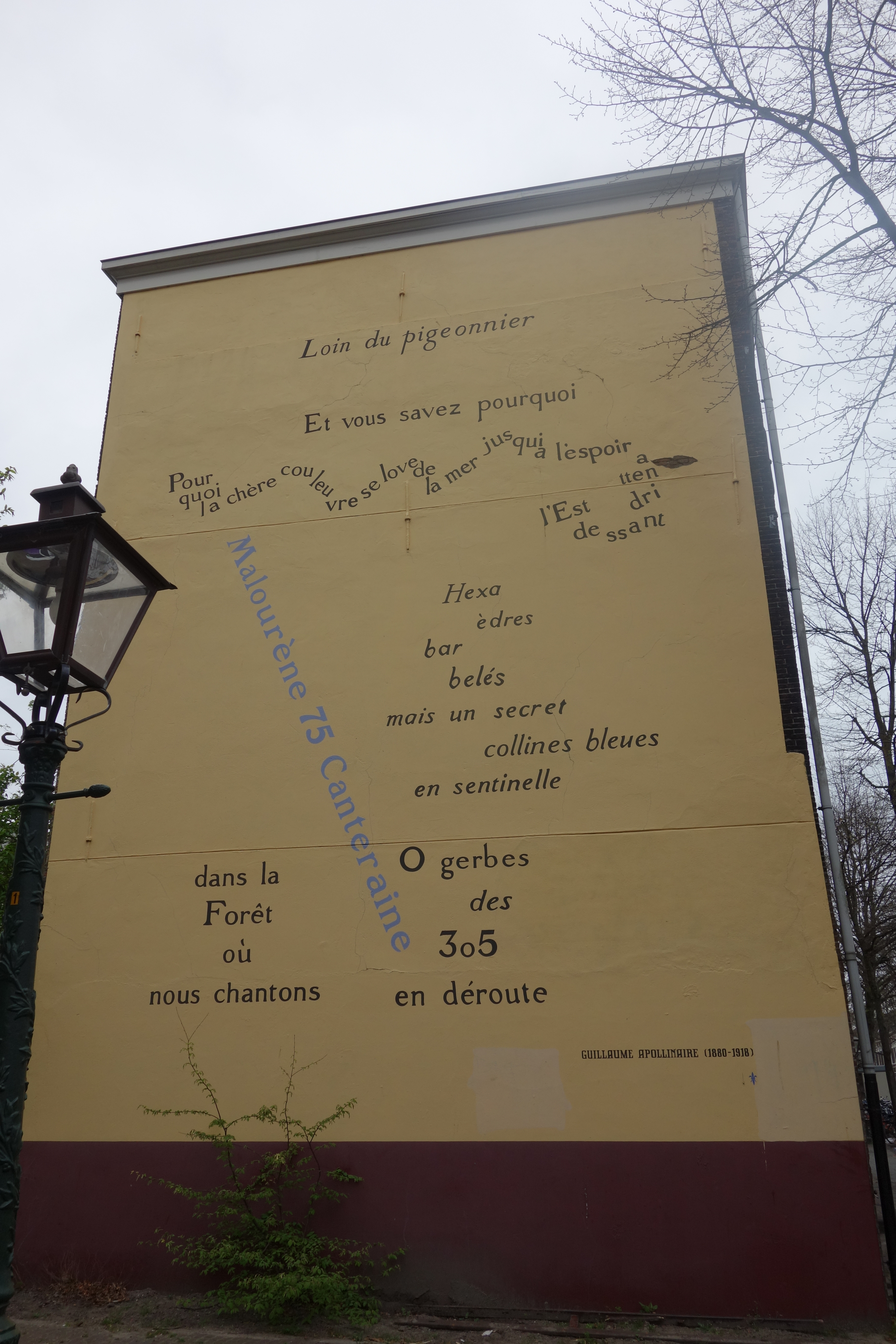
شعر آپولینر روی دیواری در لیدن